# Zumalai (Verwaltungsamt)
| \| \| |
|       |

|  |

Zumalai (ehemals Mape-Zumalai) ist ein osttimoresisches Verwaltungsamt (portugiesisch Posto Administrativo) in der Gemeinde Cova Lima. Der Verwaltungssitz befindet sich in Tashilin.

## Geographie

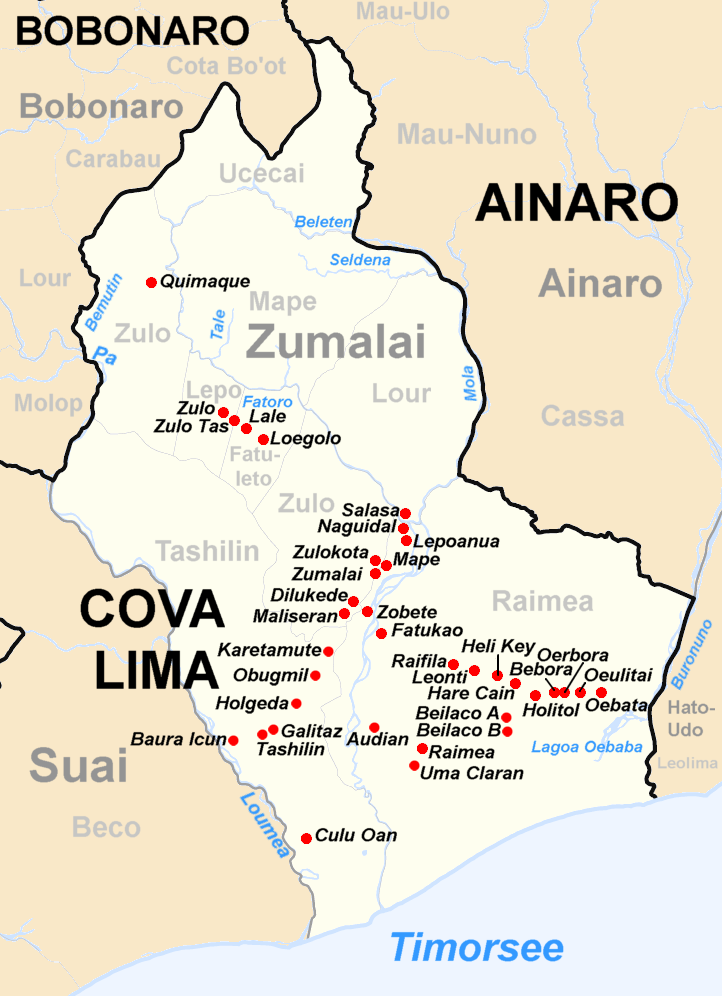
Orte und Flüsse in Zumalai (Grenzen bis 2015)

Bis 2014 wurden die Verwaltungsämter noch als Subdistrikte bezeichnet.
Zumalai liegt an der Südküste Timors an der Timorsee. Im Westen grenzt es an das Verwaltungsamt Suai. Im Nordwesten liegt das Verwaltungsamt Bobonaro (Gemeinde Bobonaro) und im Osten die Verwaltungsämter Ainaro und Hato-Udo (beide Gemeinde Ainaro). Zumalai hat eine Fläche von 282,94 km² und teilt sich in die acht Sucos Tashilin (ehemals Beco II), Fatuleto, Lepo, Lour|, Mape, Raimea (Raimera), Ucecai (Ocekai) und Zulo.

Klimadaten
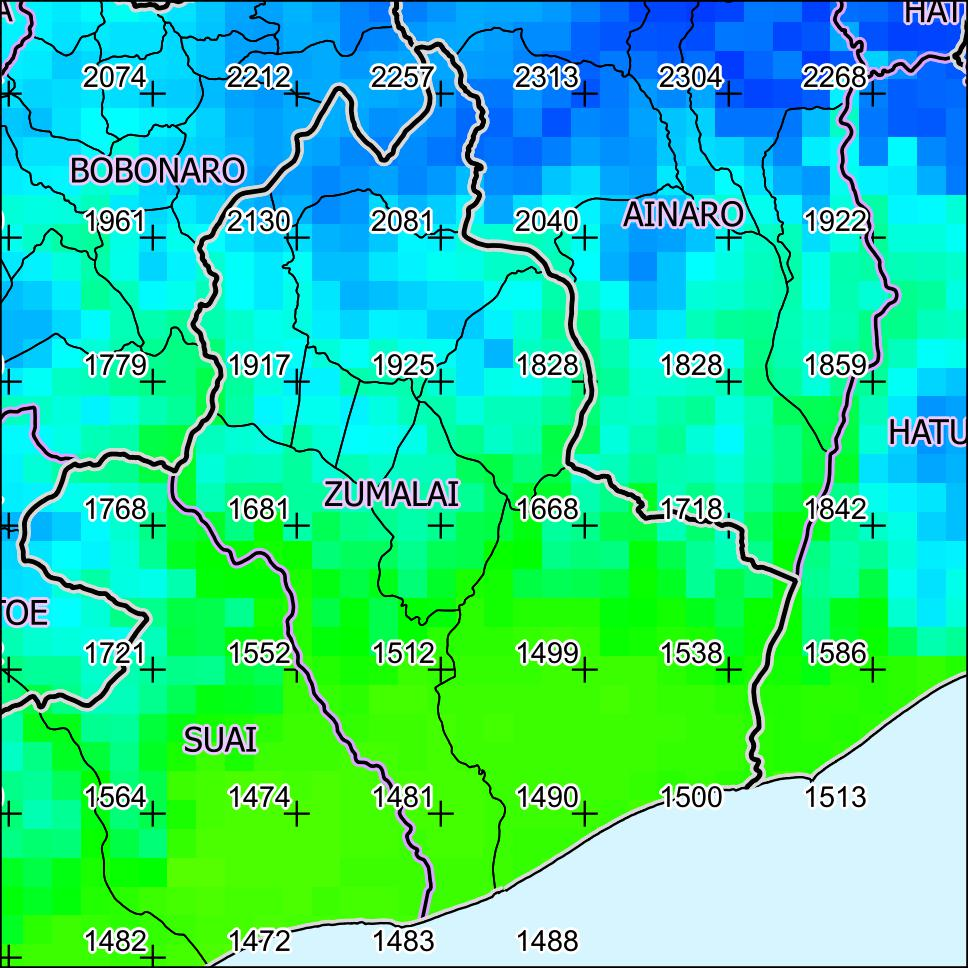
Jährliche Niederschlagsmenge (2000)
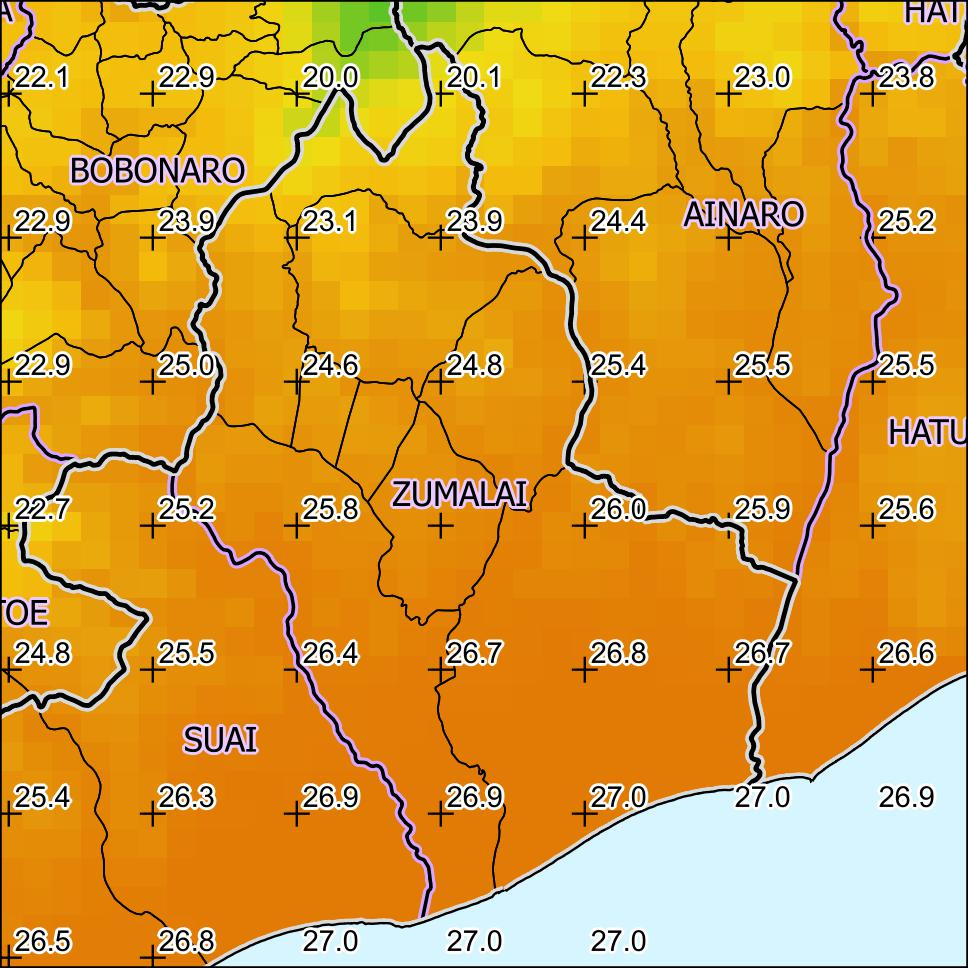
Jahresdurchschnitts-temperatur (2000)

## Einwohner
In Zumalai leben 16.110 Menschen (2022), davon sind 8.214 Männer und 7.896 Frauen. Im Verwaltungsamt gibt es 3.633 Haushalte. Der Ort Zumalai ist eines der Zentren der Nationalsprache Bunak in Osttimor. Hier wird der Zumalai-Dialekt verwendet. Die Bunak-Sprecher bilden die größte Sprachgruppe im Verwaltungsamt. In Mape, Lepo und Ucecai spricht man Kemak. Auffällig ist im Verwaltungsamt der hohe Anteil von Müttern im Teenageralter. Pro Jahr kommt es zu 111,3 Lebendgeburten pro 1.000 Mädchen im Alter zwischen 15 und 19 Jahren. Dies ist landesweit der zweithöchste Wert (Landesdurchschnitt: 59,2) und liegt sogar über dem weltweiten Landeshöchstwert von El Salvador mit 108 Geburten. Der Altersdurchschnitt beträgt 19,0 Jahre (2010, 2004: 17,0 Jahre).

## Geschichte

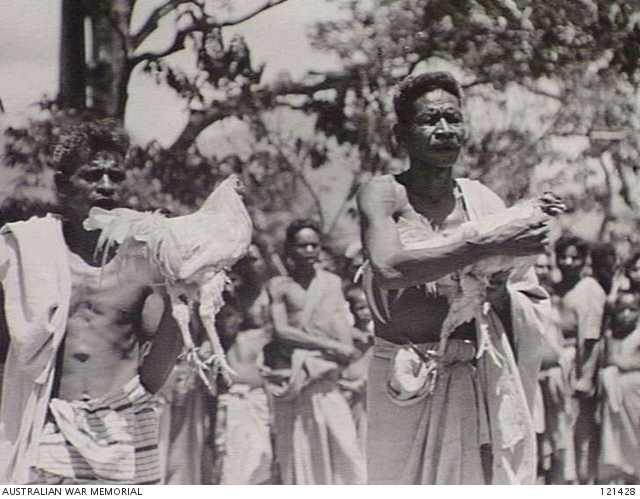
Zwei Timoresen beim Hahnenkampf (1946)

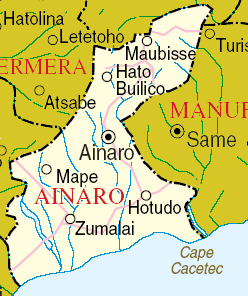
Zumalai im Distrikt Ainaro (Vor der Gebietsreform von 2003)

Raimea war eines der traditionellen Reiche Timors, die von einem Liurai regiert wurden. Es erscheint auf einer Liste von Afonso de Castro, einem ehemaligen Gouverneur von Portugiesisch-Timor, der im Jahre 1868 47 Reiche aufführte. Bei der Rebellion von Manufahi (1911 bis 1912) verbündete sich Raimea mit den gegen die portugiesischen Kolonialmacht aufbegehrenden Boaventura, Liurai von Manufahi. Nach dessen Niederlage wurde das Gebiet des Reiches Raimea von Gouverneur Filomeno da Câmara de Melo Cabral direkt der Kolonialregierung unterstellt, um darauf Plantagen zu errichten. Als Verwaltungsamt Mape war das Gebiet noch 1974 Teil von Cova Lima. Während der indonesischen Besatzungszeit (1975–1999) wurde Zumalai zum Distrikt Ainaro hinzugeschlagen.
Um den Angriffen der indonesischen Armee 1976 zu entgehen, flohen die Einwohner von Zumalai zum Teil nach Lolotoe und verteilten sich in einem Gebiet zwischen Lewalu (Gala), Zoilpo, den Zoba Zova-Hügel in Opa und Labarai. Andere gingen in das hügelige Gebiet von Zulo. Zumalai wurde ein Rückzugsgebiet der FALINTIL, die gegen die indonesischen Invasoren kämpfte. Hier gründete sie eine base de apoio, eine Widerstandsbasis, in der auch Flüchtlinge aus Ainaro und Hato-Udo Zuflucht fanden. Später wurde die Basis von den Indonesiern zerstört. Eine Gruppe von Flüchtlingen wurde im Januar 1978 am Fluss Mola von der indonesischen Armee angegriffen. Die wenigen Überlebenden des Massakers zogen sich nach Westen zurück.
Die Bunak-Siedlungen von Suai bis Zumalai wurden erst in jüngerer Zeit gegründet. Die Region war davor unbewohnt. Diese Neugründungen haben noch Beziehungen mit ihren Herkunftsorten. Einige Orte entstanden vor einigen Generationen. Andere Siedlungen existieren erst seit der indonesischen Besatzungszeit, als komplette Dörfer aus dem Norden entlang der südlichen Küstenstraße um Zumalai neu angesiedelt wurden.
Die pro-indonesische Miliz Mahidi verübte in der Zeit des Unabhängigkeitsreferendums 1999 im Raum des Ortes Zumalai verschiedene Gewalttaten.
2003 kehrte Zumalai zu Cova Lima zurück. Gebiete im Westen Zumalais wurden zum Subdistrikt Suai übertragen. Bei der Gebietsreform 2015 änderten sich vor allem die Grenzen zu Bobonaro und Ainaro.
Mitte August 2006 kam es in Zumalai zu Kämpfen zwischen den Gruppen Saka Izoladu und Colimau 2000, bei denen eine Person starb. Die Bevölkerung floh aus dem Gebiet. Anfang 2010 gab es Berichte, dass Bewaffnete, die sich als Ninjas verkleidet haben, die Bevölkerung in den damaligen Distrikten Cova Lima und Bobonaro terrorisieren. Timoresische Polizei (PNTL) und Armee (F-FDTL) entsandten daraufhin Einheiten, um gegen die Verbrecher vorzugehen. In Zumalai brannten die Banditen Häuser nieder. Am 15. August 2011 kam es zu Zusammenstößen zwischen den Kampfsportgruppen Perguruan Setia Hati Terate (PSHT) und KORK aus Tashilin und Galitaz, bei denen mehrere Häuser niedergebrannt wurden. Ein Polizist wurde dabei erstochen.

## Politik
Der Administrator des Verwaltungsamts wird von der Zentralregierung in Dili ernannt. 2014/2015 war dies Manuel Agostinho Freitas. 2016 wurde Santiago Barreto Administrator. Er kam im Februar 2019 gewaltsam ums Leben. 2021 wurde Rui dos Santos zum Administrator ernannt. und am 29. Januar 2024 Alipio Magno.

## Wirtschaft
64 % der Haushalte im Verwaltungsamt bauen Mais an, 61 % Maniok, 51 % Gemüse, 57 % Kokosnüsse, 49 % Reis und 14 % Kaffee. Sonntags findet in Zumalai ein Wochenmarkt statt.
Touristisch hat der Verwaltungsamt Potential. Beim Dorf Culu Oan gibt es einen schönen Strand. Lepo verfügt über eine heiße, thermische Quelle.

## Persönlichkeiten
- Rui Maria de Araújo (* 1964), osttimoresischer Politiker